# Vuk Hranić Kosača
Vuk Hranić Kosača (fallecido en 1424) fue un noble bosnio de la Casa de Kosača, que tenía sus posesiones en la parte sureste de la actual Bosnia y Herzegovina, alrededor de la fuente del río Drina. Era el hijo menor de Hrana Vuković y el hermano menor de Vukac y Sandalj, gran duque de Bosnia, a quien estuvo subordinado durante toda su vida, por lo que hay muy poca información histórica sobre él. Aunque era el más joven de los tres hijos de Hrana, fue el primero en fenecer en 1424.
Se casó dos veces. Primero con una mujer de nombre desconocido con quien tuvo dos hijos:
- Iván, que era duque
- Sladoje, quien muy probablemente se convirtió al Islam y se convirtió en Ferhad-bey Vuković (construyó la mezquita Ferhadija en Sarajevo).

A finales de 1405, se casó con Jelena, hija de Vuk Vukčić y sobrina de Hrvoje Vukčić, con quien no tuvo hijos.